# تشاغلا شيكال
تشاغلا شيكال (بالتركية: Çağla Şikel)‏ من مواليد إسطنبول في الثاني من شهر يناير لعام 1979، وهي ممثلة، مذيعة، وعارضة أزياء.والدتها من آضنة اما والدها فهو قارسي من أتراك آذربيجان.
بدأت تشاغلا حياتها التعليمية في مدرسة أحمد حمدى تانبنار الابتدائية في إسطنبول من عام 1985حتى 1989، ثم تعلمت البالية من الصف الرابع الابتدائي في معهد الموسيقي (كونسرافتوار) الدولي في جامعة إسطنبول، وبعد الأبتدائية أتمت تشاغلا تعليمها الإعدادي في معهد الموسيقي الدولى في جامعة معمار سنان من 1990حتى عام 1993.وبعد الانتهاء من دراستها الثانوية في المعهد الموسيقي الدولي لجامعة معمار سنان من عام 1993حتى 1996، ثم تلقت أيضا في المعهد تعليمها الجامعى من 1997حتى 1999 وحصلت على البكالوريوس في عام 1999.
لعبت تشاغلا دور في الفيلم السينمائي المسماة ب (أوديسا)، وأصبحت الأولى في مسابقة ملكة جمال تركيا لعام1997، ثم التحقت فيما بعد بمسابقة ملكة جمال العالم لعام 1997 التي اقيمت في سيشل فحصلت على جائزة ملكة جمال أورويا أي الرابعة على العالم.صعدت تشاغلا على حفلات عروض الأزياء من 1997حتى2003وذلك في فرنسا، والولايات المتحدة الإمريكية، وألمانيا، والصين، وروسيا، واليونان، وسويسرا، ومصر.
مثلت أيضا في مسلسل حي الجنة في 2004ومسلسل غير مألوف في 2008.
ظلت تشاغلا شيكال مع مطرب البوب امره التوغ حوالي أربع سنوات، وتزوجا الاثنان في سورتيا المكان الممتع في عشرةأغسطس في 2008، وصرح بأنها حامل في مولودها الأول في الثامن عشر من ديسمبر 2008ولكن مع الأسف مرضت فجأة في نفس الأسبوع وعلمت حينها بإجهاض طفلها، ثم انجبت ولد يدعى كوزاى في 31من اكتوبر.
عادت إلى الباليه الذي كانت قد تعلمته إلا أنها انقطعت عنه طويلا بعد 16 عام تماما باعتلائها المسرح في 10-11 أغسطس 2013 برقصة الباليه المسماة "Bach Alla Turca" مع راقصي «سامسون للأوبرا والباليه» في مهرجان «بودروم» الدولي للباليه الحادي عشر.
وانفصلا الزوجان تشاغلا وامره عن بعضهما في الثاني عشر من يناير في 2015.

## اعمالها الفنية
- غير مألوف 2008
- حى الجنة 2004-2007
- الضفة الأوروبية (ملك)
- الزهرة السامة
- ماذا أرتدي اليوم

## البرامج التي قدمتها
- حجم الأسرة
- المدن المتنافسة
- لتكن الرواية خصوصة
- شاملة كل شيء
- المحرمات (مسابقة)
- شاملة كل شيء

## روابط خارجية
- تشاغلا شيكال على موقع IMDb (الإنجليزية)
- تشاغلا شيكال على موقع قاعدة بيانات الفيلم (الإنجليزية)